# Vrouwenmarathon van Tokio 1995
De Vrouwenmarathon van Tokio 1995 was een marathon voor eliteloopsters op zondag 19 november 1995. In deze zeventiende editie van de Tokyo International Women's Marathon kwam de Japanse Junko Asari als eerste over de streep, in 2:28.46. Hiermee had ze nog geen twee seconden voorsprong op de Russische Valentina Jegorova die zilver won.

## Uitslagen
| rang   | naam                  | land | tijd    |
| ------ | --------------------- | ---- | ------- |
| Goud   | Junko Asari           | JPN  | 2:28.46 |
| Zilver | Valentina Jegorova    | RUS  | 2:28.48 |
| Brons  | Mariko Hara           | JPN  | 2:28.50 |
| 4      | Naomi Yoshida         | JPN  | 2:28.56 |
| 5      | Ikuyo Goto            | JPN  | 2:29.37 |
| 6      | Malgorzata Sobanska   | POL  | 2:30.16 |
| 7      | Liz McColgan          | SCO  | 2:30.32 |
| 8      | Judit Nagy            | HUN  | 2:32.00 |
| 9      | Junko Tsukamoto       | JPN  | 2:32.26 |
| 10     | Renata Kokowska       | POL  | 2:32.41 |
| 11     | Noriko Kawaguchi      | JPN  | 2:32.59 |
| 12     | Ramilja Boerangoelova | RUS  | 2:34.38 |
| 13     | Emi Yamaoka           | JPN  | 2:36.04 |
| 14     | Naoko Otani           | JPN  | 2:37.16 |
| 15     | Ayako Suzuki          | JPN  | 2:39.33 |
| 16     | Noriko Suzuki         | JPN  | 2:39.48 |
| 17     | Aiko Magome           | JPN  | 2:40.14 |
| 18     | Toshiko Mori          | JPN  | 2:40.41 |
| 19     | Yumiko Otsuka         | JPN  | 2:41.32 |
| 20     | Naomi Yoshizawa       | JPN  | 2:41.46 |
| 21     | Tamaki Okuno          | JPN  | 2:42.16 |
| 22     | Keiko Kaneko          | JPN  | 2:43.27 |
| 23     | Chiaki Matsunaga      | JPN  | 2:43.30 |
| 24     | Eiko Yamazaki         | JPN  | 2:44.22 |
| 25     | Midori Daigo          | JPN  | 2:44.37 |

Tokyo International Marathon (alleen mannen)

1981 · 1982 · 1983 · 1984 · 1985 · 1986 · 1987 · 1988 · 1989 · 1990 · 1991 · 1992 · 1993 · 1994 · 1995 · 1996 · 1997 · 1998 · 1999 · 2000 · 2001 · 2002 · 2003 · 2004 · 2005 · 2006

Tokyo International Women's Marathon (alleen vrouwen)

1979 · 1980 · 1981 · 1982 · 1983 · 1984 · 1985 · 1986 · 1987 · 1988 · 1989 · 1990 · 1991 · 1992 · 1993 · 1994 · 1995 · 1996 · 1997 · 1998 · 1999 · 2000 · 2001 · 2002 · 2003 · 2004 · 2005 · 2006 · 2007 · 2008

Tokyo Marathon (beide)

2007 · 2008 · 2009 · 2010 · 2011 · 2012 · 2013 · 2014 · 2015 · 2016 · 2017 · 2018 · 2019 · 2020 · 2021 · 2022 · 2023 · 2024